# José Javier Lasarte
José Javier Lasarte Iribarren (Miranda de Ebro, 6 de diciembre de 1961) es un político español, diputado por Álava en el Congreso durante las IX, XI y XII legislaturas.

## Biografía
Licenciado en Ciencias Económicas, especialidad Matemática, por la Universidad del País Vasco y MBA por la Universidad de Deusto, Ecole de Commerce de Nantes y Strathclyde University de Glasgow. Fue jefe del Servicio de Desarrollo Económico de la Diputación Foral de Álava. Secretario de Economía, Industria y Energía de la Comisión Ejecutiva del Partido Socialista de Euskadi, durante la IX legislatura en 2009 accedió al Congreso en sustitución de Pilar Unzalu Pérez de Eulate. En diciembre de 2015 volvió a ser elegido diputado y reelegido en 2016.